# Quần đảo Furneaux
Quần đảo Furneaux (Palawa kani: Tayaritja) là một nhóm gồm chừng 100 đảo nằm cạnh rìa đông eo biển Bass, giữa Victoria và Tasmania, Úc. Quần đảo mang tên nhà hàng hải người Anh Tobias Furneaux, người đã trông thấy bờ đông quần đảo sau khi rời Adventure Bay năm 1773 để đến New Zealand gặp Thuyền trưởng James Cook. Nhà hàng hải Matthew Flinders là người châu Âu đầu tiên khai phá quần đảo Furneaux.
Những đảo lớn nhất nhóm là đảo Flinders, đảo Cape Barren, và đảo Clarke. Trên quần đảo có năm điểm dân cư: Killiecrankie, Emita, Lady Barron, Whitemark trên đảo Flinders, và Cape Barren Island. Cũng có một số trang trại dân khu nhỏ trên các hòn đảo xa xôi.
Đảo King, bên rìa tây eo Bass, không thuộc nhóm đảo này.

## Hành chính
Quần Furneaux gồm chừng 100 đảo. Những đảo đáng kể hơn cả là: đảo Anderson, đảo Babel, đảo Badger, ám tiêu Billy Goat, đảo Big Green, đảo Briggs, đảo Cat, đảo Chalky, ám tiêu Cooties, đảo Doughboy, đảo East Kangaroo, đảo Fisher, ám tiêu Fisher Island, đảo Forsyth, đảo Great Dog, đảo Inner Sister, đảo Outer Sister, đảo Isabella, đảo Little Anderson, đảo Little Chalky, đảo Little Dog, đảo Little Green, đảo Long, Low Islets, đảo Middle Pasco, đảo Mile, đảo Moriarty Rocks, đảo Mount Chappell, ám tiêu Neds, Night, đảo North Pasco, đảo Passage Island (Tasmania), đảo Pelican, đảo Prime Seal, đảo Puncheon, Puncheon Islets, đảo Roydon, đảo Rum, đảo Samphire, đảo Sentinel, đảo South Pasco, ám tiêu Spences, Spike, đảo Storehouse, đảo Swan, đảo Tin Kettle, đảo Vansittart.